# Ernesto Pascal
Ernesto Pascal (Nápoles, 7 de fevereiro de 1865 – 25 de janeiro de 1940) foi um matemático italiano.
Pascal estudou na Universidade de Nápoles Federico II, onde obteve o diploma (Laures) em 1887. Estudou depois durante dois anos na Universidade de Pisa e na Universidade de Göttingen, onde esteve em contato com Felix Klein. Após o retorno à Itália foi professor de análise em Pavia e a partir de 1907 professor na Universidade de Nápoles.
Foi membro da Accademia Nazionale dei Lincei. Foi palestrante do Congresso Internacional de Matemáticos em Roma em 1908.
Dentre seus alunos de doutorado consta Renato Caccioppoli.

## Obras
- Repertorium der höheren Mathematik, 2 Bände, Teubner 1900, 1902, 2. Auflage 1910, 1922
- Die Determinanten, Teubner 1900
- Die Variationsrechnung, Teubner 1899